# 在ニカラグア日本国大使館
在ニカラグア日本国大使館（スペイン語: Embajada del Japón en Nicaragua / Embajada de Japón en Nicaragua、英語: Embassy of Japan in Nicaragua）は、ニカラグアの首都マナグアにある日本の大使館。

## 沿革
- 1935年2月、日本とニカラグアの外交関係が開設される[1]
- 戦間期から戦時中の国交断絶まで、在メキシコ日本帝国公使館が在ニカラグア日本帝国公使館（在ニカラグァ日本帝国公使館[2]）を兼轄していた
- 1941年12月8日、大日本帝国が英領マレー（現・マレーシア西部）のマレー半島に上陸を開始すると共にアメリカ合衆国のハワイを奇襲して、米英両国に宣戦布告する[3]
- 1941年12月8日、ニカラグアが大日本帝国に対して宣戦布告する[4]
- 1945年8月15日、第二次世界大戦の敗戦により大日本帝国が崩壊[5]
- 1952年4月28日、サンフランシスコ平和条約の発効により日本国が独立、ニカラグアも同条約締結国のうちの一国[6]
- 1952年11月4日、ニカラグアがサンフランシスコ平和条約を批准したことにより二国間関係が再開される（日本は同条約発効前の1951年11月28日に批准済）[7]
- 1955年7月1日、在ニカラグア日本国公使館（在ニカラグァ日本国公使館[2]）の設置が定められたが、当初はマナグア常駐の公使館ではなく在メキシコ日本国大使館などによる兼轄であった[8]
- 1962年3月20日、公使館が在ニカラグア日本国大使館（在ニカラグァ日本国大使館[2]）に昇格する[9]
- 1963年、マナグアに在ニカラグア日本国大使館の実館が開設される[1]

## 所在地
1c. abajo y 1c. al lago, Bolonia, Managua 1789